# Zomervlinder
De zomervlinder (Geometra papilionaria) is een nachtvlinder uit de familie Geometridae (spanners). 

## Kenmerken
De vlinder heeft een spanwijdte van 44 tot 50 millimeter. De vleugels hebben een fijne, smalle witte zoom.

Ze verbleken na verloop van tijd; vlinders van een week oud zien er al lichter uit.

## Verspreiding en leefgebied
De vlinder komt algemeen voor in Nederland en België. Daarnaast komt de zomervlinder voor in geheel Europa, de Kaukasus, Siberië, oostelijk China en Japan. De vliegtijd is van juni tot en met augustus. De vlinder heeft een voorkeur voor een bosrijke omgeving. 

## De rups en zijn waardplanten
De waardplanten zijn onder andere berken, esdoorns, wilgen, de hazelaar en lindes.